# Abd-al-Màlik ibn Djahap
Abd-al-Màlik ibn Jahhaf (àrab: عبد الملك بن جحاف, ʿAbd al-Mālik b. Jaḥḥāf) va succeir al seu pare Djahap al-Qayssí com a ostikan d'Armènia a Dvin i nakharar de Malazgird el 813. El mateix 813 o el 814 ja va provar d'ocupar Bardaa, feu dels partidaris d'al-Mamun. Va reunir un exèrcit per conquerir Taron al príncep bagràtida Asoci IV Bagratuní, però aquest el va derrotar (vers 815). El 816, aprofitant aquestes lluites, els romans d'Orient van ocupar la fortalesa fronterera de Kamakha (Khemakh). Abd-al-Màlik apareix fins al 820, i després d'aquesta data apareix l'emir Sevada al-Djahapi.